# Rättfärdighet
Rättfärdighet är när någon gör "det rätta/rättvisa". Ordet rättfärdig kan även användas om någon som är fri från synd. Rättfärdighet är ett teologiskt begrepp som handlar om att vara en god människa i moraliskt/religiöst hänseende, genom att följa eller i övrigt handla  i överensstämmelse med de religiösa/moraliska lagarna. Inom judendomen kallas en rättfärdig person tzadik.
I många religioner talas om Guds rättfärdighet, vilket är vad människan ska eftersträva. Att som människa försöka detta och anse sig handla efter principerna kallas självrättfärdighet och kan ha en omvänd relation till självkänsla; ju mer självrättfärdighet desto sämre självkänsla och vice versa.
Dock förekommer det att personer är både självrättfärdiga och har god självkänsla vilket kännetecknar arrogans, medan låg självrättfärdighet och låg självkänsla kännetecknar ödmjukhet. Självrättfärdighet med låg självkänsla sammanfaller med osäkerhet och med preferens för starka ledarstrukturer. Låg självrättfärdighet och god självkänsla är däremot kännetecknande för vidsynthet.
Ondskans problem anses av förfäktare ifrågasätta Guds rättfärdighet.